# 후쿠다 다케오 내각
후쿠다 다케오 내각(일본어: 福田赳夫内閣)은  후쿠다 다케오가 제67대 내각총리대신으로 임명되어, 1976년 12월 24일부터 1977년 11월 28일까지 존재한 일본의 내각이다.
후쿠다 총리는 이 내각에 대해서 ‘자, 일하는 내각이다’라고 말해 실무형 내각이라고 강조했다.

## 각료
- 내각총리대신 - 후쿠다 다케오
- 법무대신 - 후쿠다 하지메( ~ 1977년 10월 4일) / 세토야마 미쓰오(1977년 10월 5일 ~ )
- 외무대신 - 하토야마 이이치로
- 대장대신 - 보 히데오
- 문부대신 - 가이후 도시키
- 후생대신 - 와타나베 미치오
- 농림대신 - 스즈키 젠코
- 통상산업대신 - 다나카 다쓰오
- 운수대신 - 다무라 하지메
- 우정대신 - 고미야마 주시로
- 노동대신 - 이시다 히로히데
- 건설대신 - 하세가와 시로
- 자치대신, 국가공안위원회 위원장, 홋카이도 개발청 장관 - 오가와 헤이지
- 내각관방장관 - 소노다 스나오
- 총리부 총무장관, 오키나와 개발청 장관 - 후지타 마사아키
- 행정관리청 장관 - 니시무라 에이이치
- 방위청 장관 - 미하라 아사오
- 경제기획청 장관 - 구라나리 다다시
- 과학기술청 장관 - 우노 소스케
- 환경청 장관 - 이시하라 신타로
- 국토청 장관 - 다자와 기치로
  - 내각법제국 장관 - 사나다 히데오
  - 내각관방부장관(정무) - 시오카와 마사주로
  - 내각관방부장관(사무) - 도쇼 구니히코
  - 총리부 총무부장관(정무) - 무라타 게이지로
  - 총리부 총무부장관(사무) - 아키야마 스스무

## 정무 차관
전임 내각의 일부 정무 차관들은 유임됐고 신임 정무 차관은 1976년 12월 27일에 발령됐다.
- 법무 정무 차관 - 시오자키 준(신임) / 아오키 마사히사(1977년 10월 5일 ~ )
- 외무 정무 차관 - 오쿠다 게이와(신임)
- 대장 정무 차관 - 다카토리 오사무(유임)·사이토 주로(유임)
- 문부 정무 차관 - 가라사와 슌지로(신임)
- 후생 정무 차관 - 이시모토 시게루(신임)
- 농림 정무 차관 - 가타야마 마사히데(유임)·하타 쓰토무(신임)
- 통상 산업 정무 차관 - 가와모토 가쿠조(유임)·마쓰나가 히카루(신임)
- 운수 정무 차관 - 이시이 하지메(신임)
- 우정 정무 차관 - 와타누키 다미스케(신임)
- 노동 정무 차관 - 오치 이헤이(신임)
- 건설 정무 차관 – 오자와 이치로(신임)
- 자치 정무 차관 - 나카야마 도시오(신임)
- 행정 관리 정무 차관 - 마스다 사카리(유임)
- 홋카이도 개발 정무 차관 - 다카하시 유노스케(신임) / 다카하시 다카요시(1977년 7월 29일 ~ )
- 방위 정무 차관 - 하마다 고이치(신임)
- 경제 기획 정무 차관 - 모리 요시히데(신임)
- 과학 기술 정무 차관 - 야노 노보루(유임) / 오시마 도모지(1977년 7월 29일 ~ )
- 환경 정무 차관 – 이마이즈미 쇼지(유임) / 모리시타 다이(1977년 7월 29일 ~ )
- 오키나와 개발 정무 차관 - 고쿠바 고쇼(유임)
- 국토 정무 차관 - 사토 모리요시(신임)

## 참고 문헌
- 하타 이쿠히코 편 《일본 관료제 종합 사전 : 1868 ~ 2000》(도쿄 대학 출판회, 2001년)

## 같이 보기
- 국민영예상 - 후쿠다 다케오 내각 시절인 1977년에 제정됨